# Brookesia minima
Brookesia minima (på svenska ibland kallad pygmékameleont) är en ödleart som beskrevs av  Oskar Boettger 1893. Brookesia minima ingår i släktet Brookesia och familjen kameleonter. IUCN kategoriserar arten globalt som sårbar. Inga underarter finns listade.